# Círculo de Kita
Kita es una subdivisión administrativa (cercle o círculo) de la región de Kayes, en Malí. En abril de 2009 tenía una población censada de 432 531 habitantes y estaba formada por las siguientes comunas o municipios, que se muestran igualmente con población de abril de 2009:
- Badia 7,137
- Bendougouba 11,925
- Benkadi Founia 9,284
- Boudofo 4,477
- Bougaribaya 10,085
- Didenko 9,947
- Djidian 16,392
- Djougoun 8,432
- Gadougou I 25,375
- Gadougou II 9,271
- Guémoukouraba 10,129
- Kassaro 21,606
- Kita 49,043
- Kita Nord 8,568
- Kita Ouest 16,762
- Kobri 15,204
- Kokofata 22,084
- Kotouba 5,818
- Koulou 10,532
- Kourouninkoto 5,505
- Madina 14,025
- Makano 11,029
- Namala Güimba 11,914
- Niantanso 5,130
- Saboula 6,184
- Sébékoro 32,815
- Séféto-Nord 11,558
- Séféto-Ouest 17,457
- Senko 8,281
- Sirakoro 10,598
- Souransan-Tomoto 8,520
- Tambaga 10,482
- Toukoto 6,962[1]